# Kazimierz Traciewicz
Kazimierz Traciewicz (ur. 18 stycznia 1928 w Katowicach, zm. 4 października 2003 w Krakowie) – polski prozaik, przedstawiciel małego realizmu.

## Życiorys
Ukończył studia na Wydziale Prawa Uniwersytetu Jagiellońskiego. Jako prozaik zadebiutował na łamach "Tygodnika Powszechnego" w 1958 roku. Był długoletnim pracownikiem kolejnictwa.

## Twórczość
- Agnieszka i inni
- Za siódmą górą
- Pociągi jadą w różne strony
- Kroniki (Wydawnictwo Śląsk, Katowice 1971)
- Papierowy mur
- Skruszona potęga
- Rzeczy codziennego użytku
- Przez trzy ognie
- Meandry